# Ängsjön (Byarums socken, Småland)
Ängsjön är en sjö i Jönköpings kommun och Vaggeryds kommun i Småland och ingår i Lagans huvudavrinningsområde. Sjön har en area på 0,21 kvadratkilometer och ligger 206 meter över havet. Sjön avvattnas av vattendraget Lagan.

## Delavrinningsområde
Ängsjön ingår i det delavrinningsområde (638749-140451) som SMHI kallar för Inloppet i Fängen. Medelhöjden är 220 meter över havet och ytan är 22,52 kvadratkilometer. Räknas de 2 delavrinningsområdena uppströms in blir den ackumulerade arean 64,85 kvadratkilometer. Lagan som avvattnar avrinningsområdet har biflödesordning 2, vilket innebär att vattnet flödar genom totalt 2 vattendrag innan det når havet efter 218 kilometer. Delavrinningsområdet består mestadels av skog (78 %). Avrinningsområdet har 0,6 kvadratkilometer vattenytor vilket ger det en sjöprocent på 2,7 %.